# ویلون (خواننده)
ویلون (به هلندی: Waylon) با نام اصلی ویلیام بیجکرک (زاده ۲۰ آوریل ۱۹۸۰) خواننده هلندی است.
او قبلاً عضو گروه د کامان لینتس بود.
او همچنین نماینده هلند در یوروویژن ۲۰۱۸ بود.